# Chris Jackson
Chris Jackson   (Napier, 18 de juliol de 1970) és un exfutbolista neozelandès de la dècada de 1990.
Fou internacional amb la selecció de futbol de Nova Zelanda.
Pel que fa a clubs, destacà a Napier City Rovers, Melbourne Knights i Football Kingz.